# (22495) Fubini
(22495) Fubini est un astéroïde de la ceinture principale.

## Description
(22495) Fubini est un astéroïde de la ceinture principale. Il fut découvert le 6 mai 1997 à Prescott (Arizona) par Paul G. Comba. Il présente une orbite caractérisée par un demi-grand axe de 2,81 UA, une excentricité de 0,15 et une inclinaison de 8,9° par rapport à l'écliptique.

## Compléments